# 마천린
마천린(馬天麟)은 고려 후기의 장군, 공신이다. 본관은 장흥(長興), 자(字)는 운화(雲華), 호(號)는 초암(草巖), 시호(諡號)는 문충(文忠)이다.

## 생애
1345년(충목왕 1) 한림원 학사(翰林院學士), 1351년(충정왕 3) 예부시랑(禮部侍郞)을 역임하였고, 고려 공민왕 때 나주목사(羅州牧使)를 역임했다.
1361년(공민왕 10년) 홍건적이 압록강을 건너 서북면을 침입하고 경성(京城 : 開京)을 점령하자, 1362년 대호군(大護軍)으로서 경성을 수복하였다. 그 공으로 1363년 수복경성이등공신(收復京城二等功臣)에 녹훈(錄勳)되었다. 또한 왕과 태후를 수종한 공으로 1363년 신축호종공신(辛丑扈從功臣) 1등에 책록(策錄)되었다. 공신각에 초상이 걸렸고, 부모와 처는 세 등급을 뛰어 작위에 봉해졌으며, 아들은 7품의 벼슬을 받고, 자손은 음서(蔭敍)로 관직에 올랐으며, 전(田) 1백 결과 노비(奴婢) 10명을 하사받았다.
평장사(平章事), 삼중대광(三重大匡), 판삼사부사(判三司府事)를 지내고, 회성군(會城君)에 봉해졌다.